# 新北市新莊體育園區

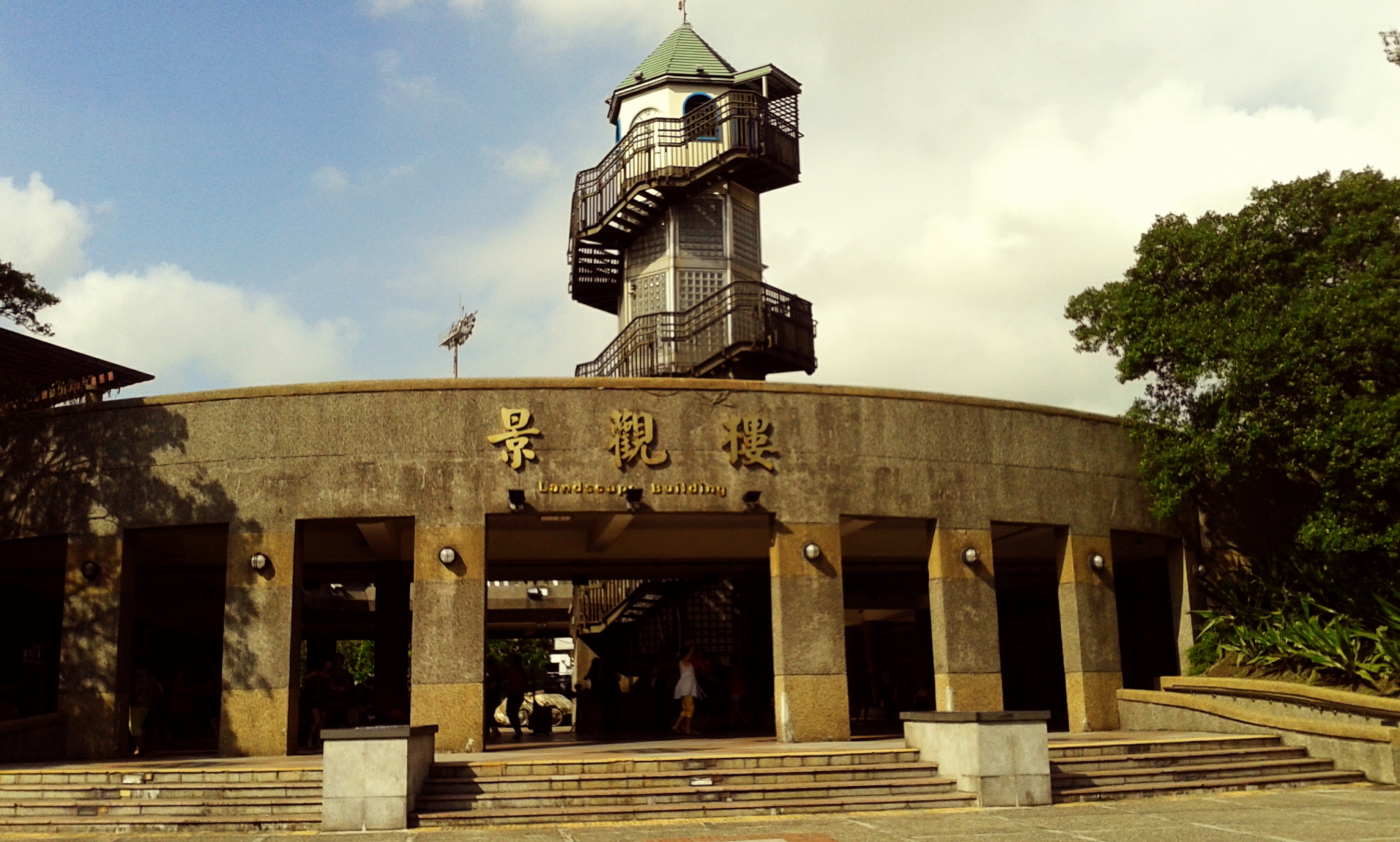
園區內的景觀樓

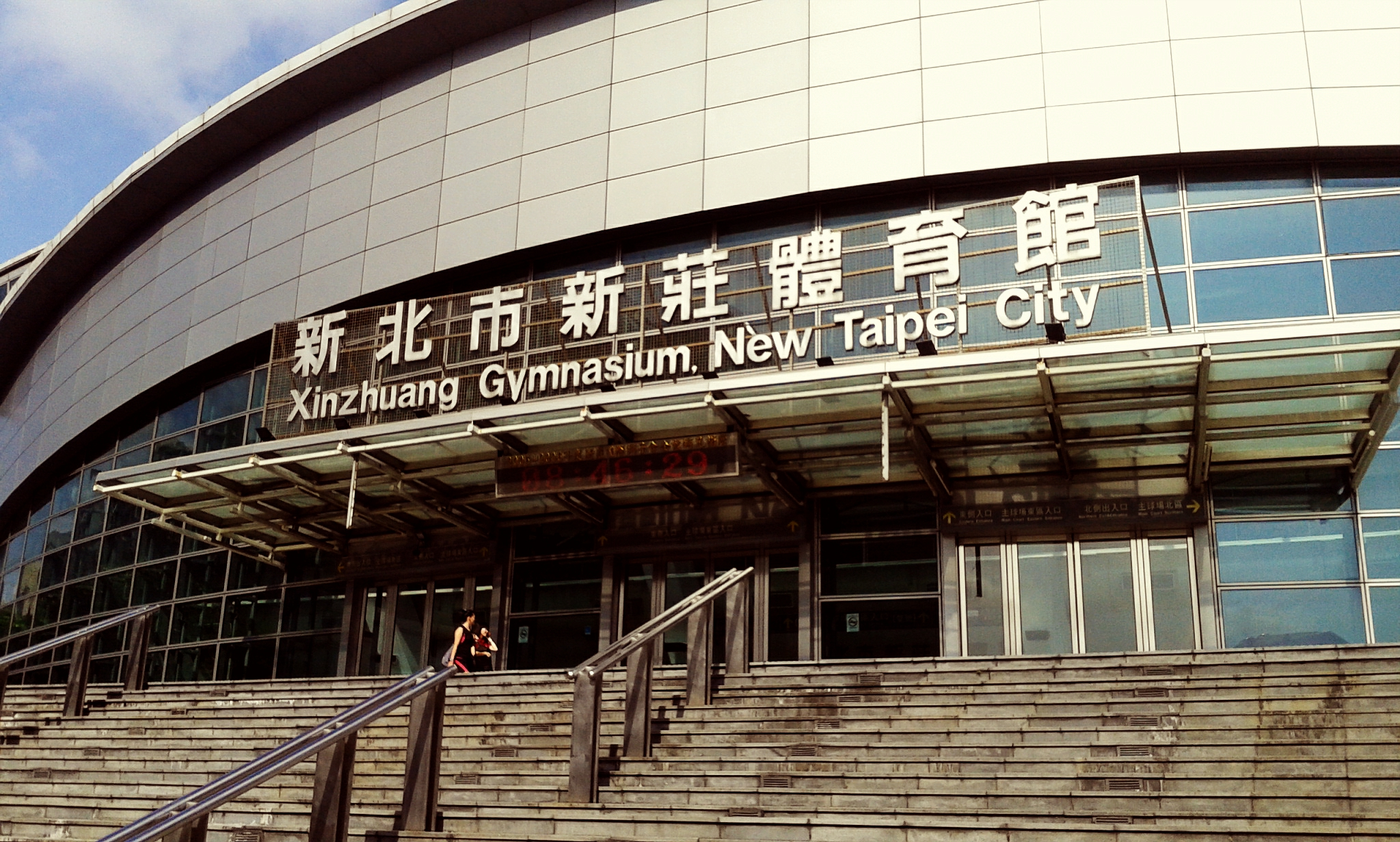
新莊體育館大門

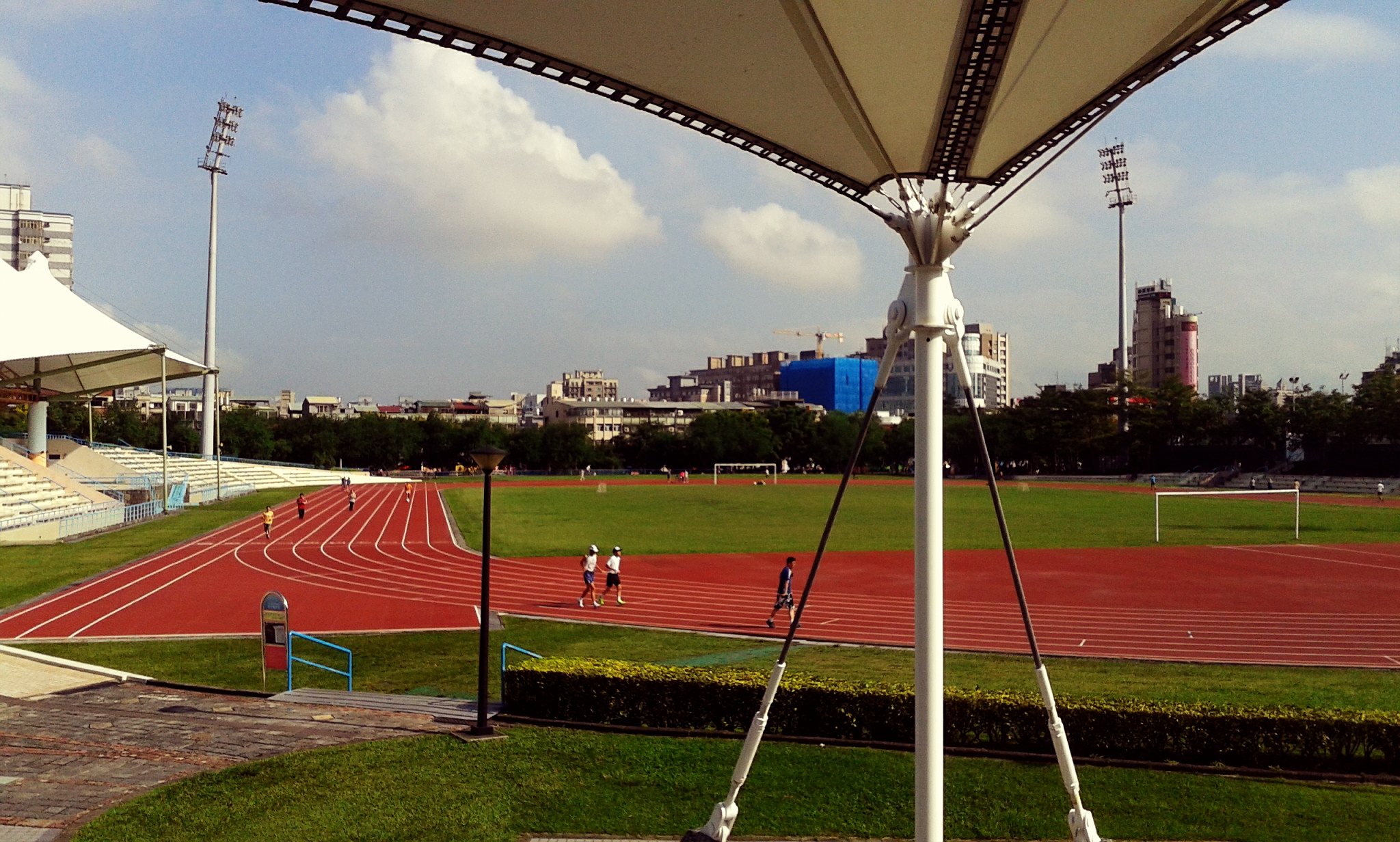
新莊田徑場

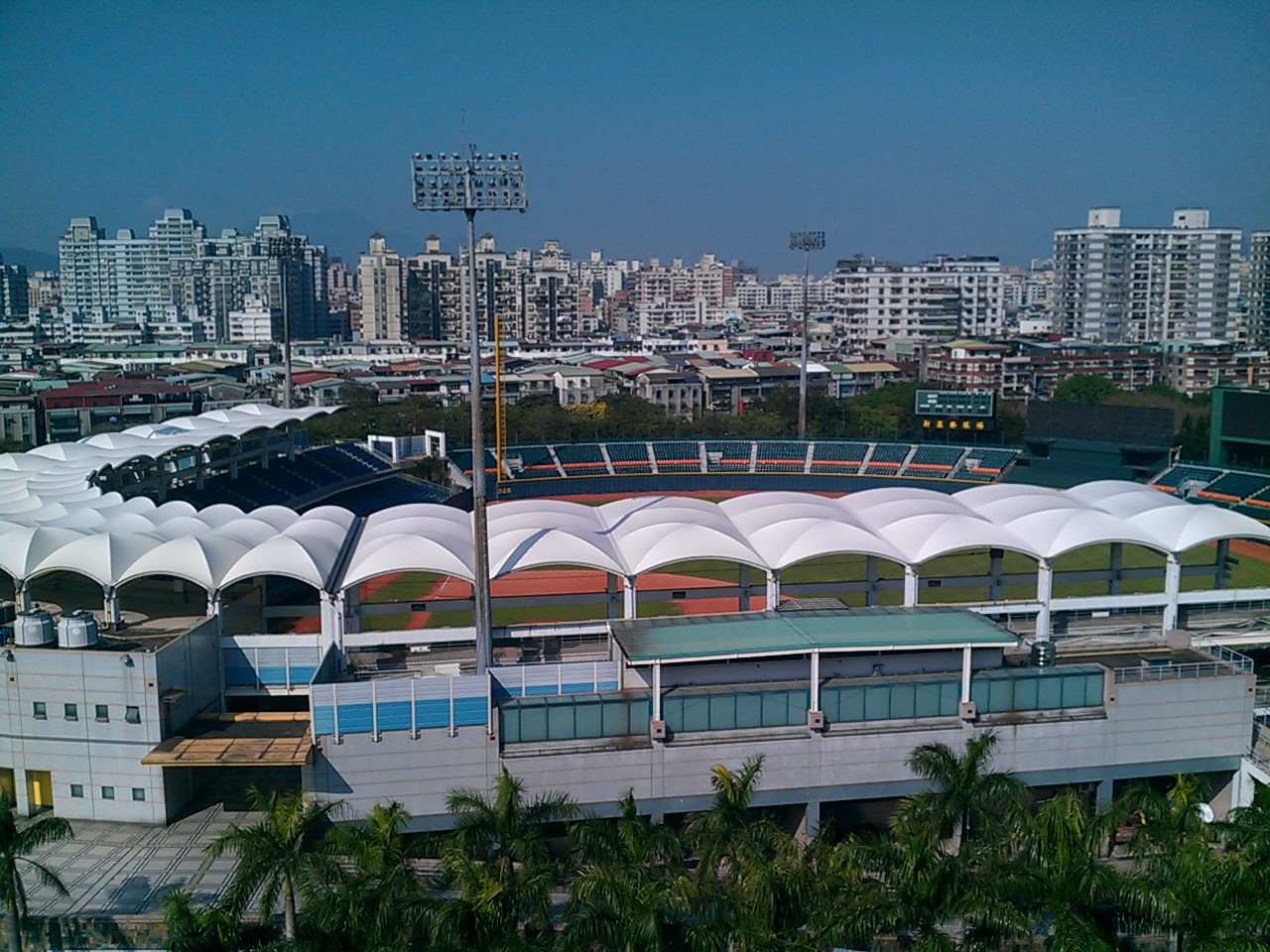
新莊棒球場

新莊國民運動中心

新北市新莊體育園區，位於臺灣新北市新莊區和興街66號，由新北市政府體育處管理。園區內有多個場館，如新莊體育館、新莊棒球場、新莊國民運動中心及新莊田徑場。

## 交通
公車
- 新莊體育場：藍18、299、99、616、805
- 新莊體育館：257（只有來車，回程不經過）

捷運
- 台北捷運  中和新蘆線：新莊站（1號出口）[1]

鄰近道路
- 和興街、公園路、中華路、復興路

## 外部連結
- 新北市觀光旅遊網—新莊體育園區 （页面存档备份，存于）
- 新北市政府體育處—新莊場區 （页面存档备份，存于）